# Kenosee Lake
Kenosee Lake är en sjö i Kanada.   Den ligger i provinsen Saskatchewan, i den sydöstra delen av landet, 2 000 km väster om huvudstaden Ottawa. Kenosee Lake ligger 737 meter över havet. Arean är 8,1 kvadratkilometer. Den sträcker sig 3,2 kilometer i nord-sydlig riktning, och 5,1 kilometer i öst-västlig riktning.
Omgivningarna runt Kenosee Lake är en mosaik av jordbruksmark och naturlig växtlighet. Runt Kenosee Lake är det mycket glesbefolkat, med 4 invånare per kvadratkilometer.